# تزیین کیک

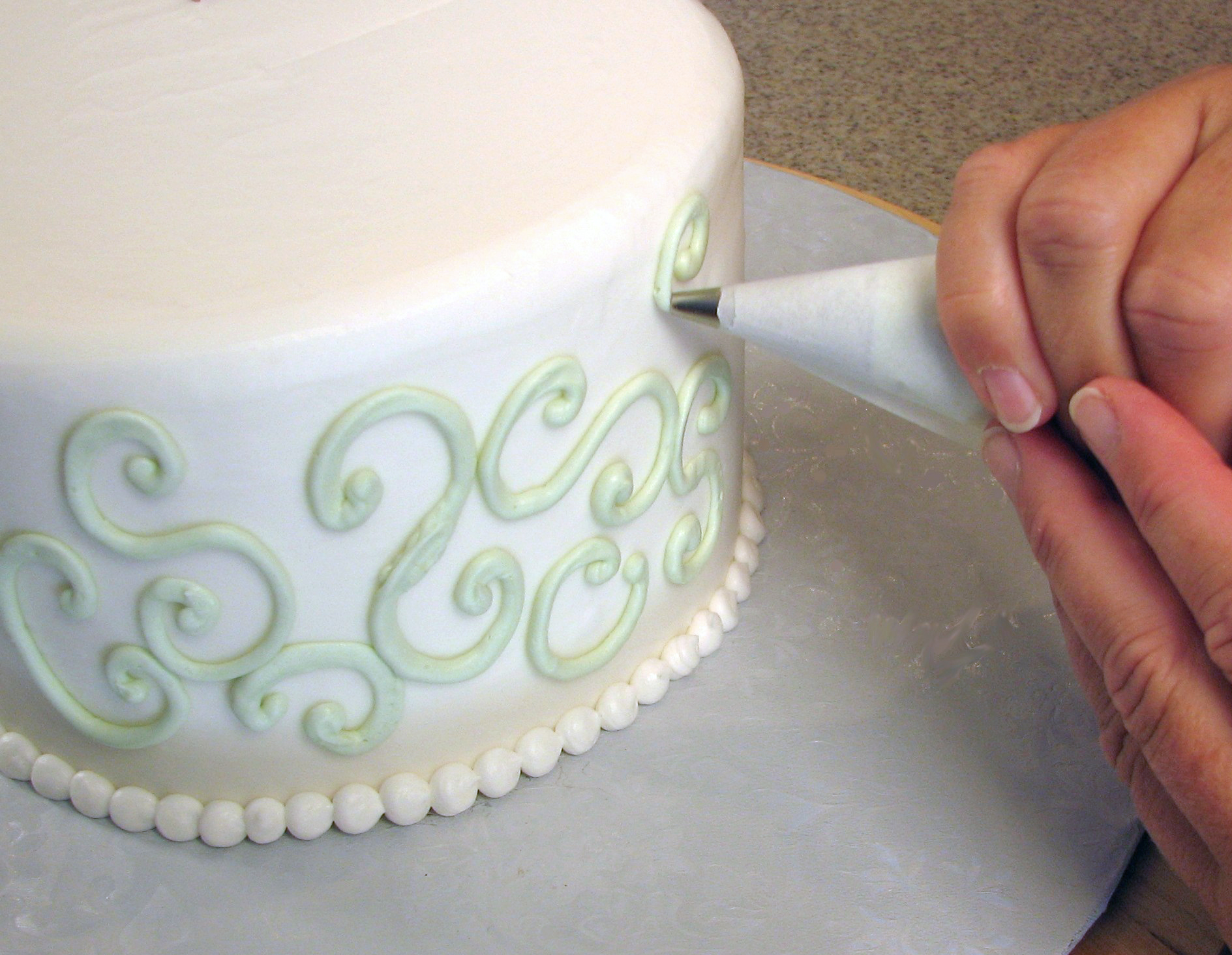
تزیین کیک با قیف قنادی و کرم کره

تزیین کیک از اواسط قرن نوزدهم در فرانسه همزمان با رواج سرو دسر به عنوان یک غذای شیرین جداگانه در پایان غذای گسترش پیدا کرد. در سال ۱۹۲۹ میلادی شرکتی بنام ویلتون نخستین کلاس آموزش تزیین کیک را تأسیس کرد. این کلاس‌های آموزشی مورد استقبال بسیاری از آشپزان قرار گرفت. بعد از جنگ جهانی دوم مدارس تزیین کیک ویلتون توسعه بیشتری پیدا کرد که تا به امروز نیز فعالیت این مدارس ادامه دارد. چند سال بعد از افتتاح اولین مدرسه کیک ویلتون، جوزف لمبث که پدر تزیین کیک به‌شمار می‌آید، کتاب خود را به عنوان روش لمبث در تزیین کیک را انتشار داد. از سال ۱۹۷۶ انجمن بین‌المللی شناسایی کیک در آمریکا تأسیس شد. این انجمن در زمینهٔ تزیین کیک و دیگر انواع شیرینی و فراورده‌های قندی به فعالیت مشغول‌است.

## روش استفاده از قالب طرح‌دار
روش استفاده از قالب طرح‌دار برای تازه‌کارها مناسب است. در این روش کیک در یک قالب طرح‌دار مانند طرح از حیوانات پخته می‌شود و پس از پخت با ماسوره و قیف قنادی و کرم کره روی آن تزیین می‌شود.

## روش ویکتوریا

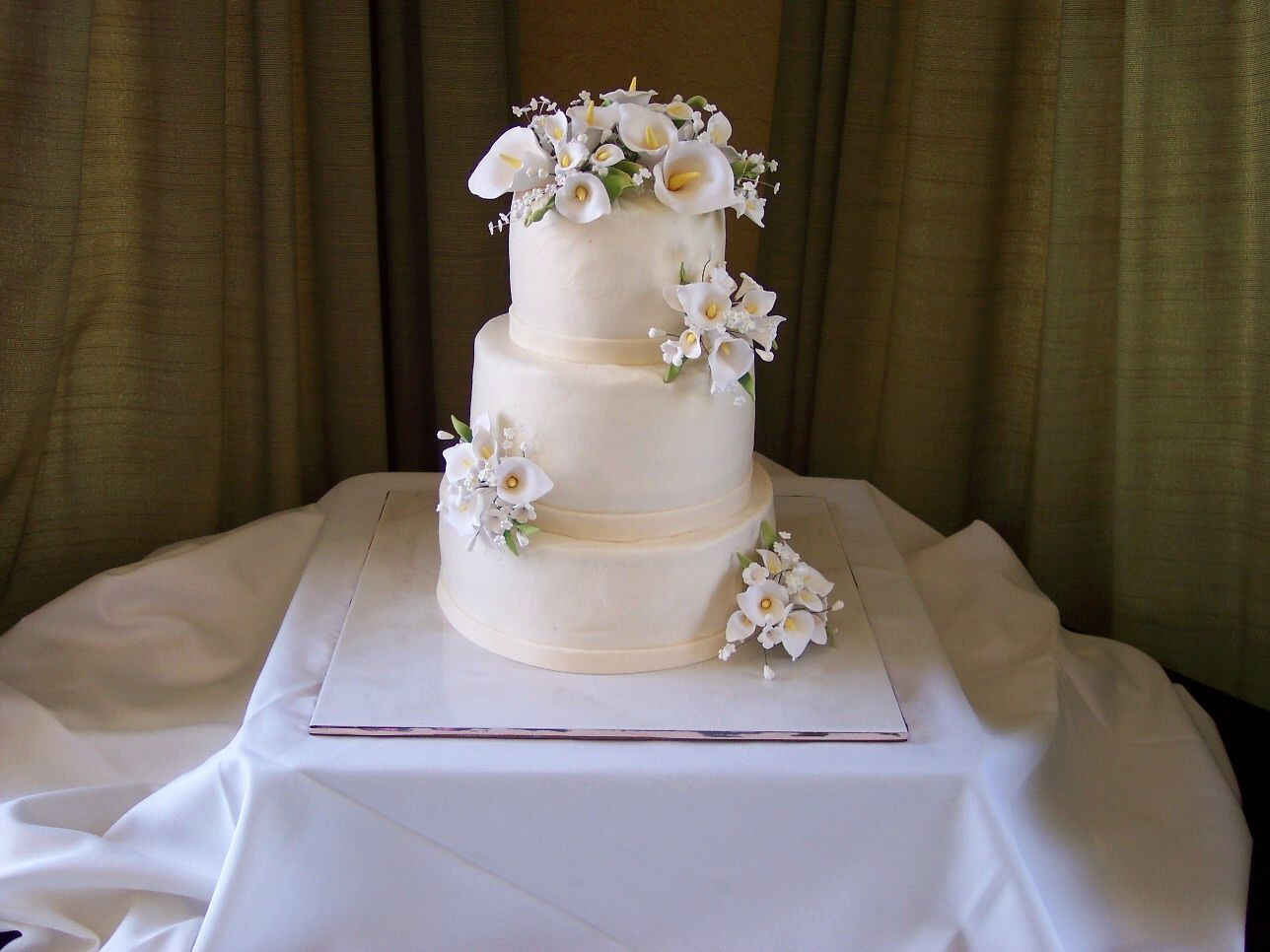
کیک عروسی به سبک ویکتوریایی

بیشتر برای کیک عروسی بکار برده می‌شود. کیک عروسی ویکتوریایی یک کیک چند طبقه است که با خمیر فوندانت پوشانده شده و با گل و طرح‌هایی که با قیف قنادی ایجاد شده تزیین می‌شود.

## روش لمبث
روش لمبث از نام جوزف لمبث طراح کیک مشهور انگلیسی در سال‌های ۱۹۳۰–۱۹۲۰ میلادی گرفته شده‌است. در این روش کیک ابتدا با خمیر فوندانت پوشیده شده و به وسیله قیف و ماسوره طرح‌هایی چند لایه بر روی آن ایجاد می‌شود. بطوریکه یک لایه از طرحی که با قیف ایجاد شده بر روی لایهٔ قبلی قرار گرفته و طرح حالت سه بعدی پیدا می‌کند.

## روش ویفر میچ
روش ویفر میچ، از انواع جدید نوع تزیین کیک است. در این روش تصویر بر روی کاغذ برنج توسط رنگ‌های خوراکی نقاشی یا حکاکی شده و سپس این کاغذ خوراکی بر روی کیک قرار می‌گیرد.

## چاپ با جوهر خوراکی

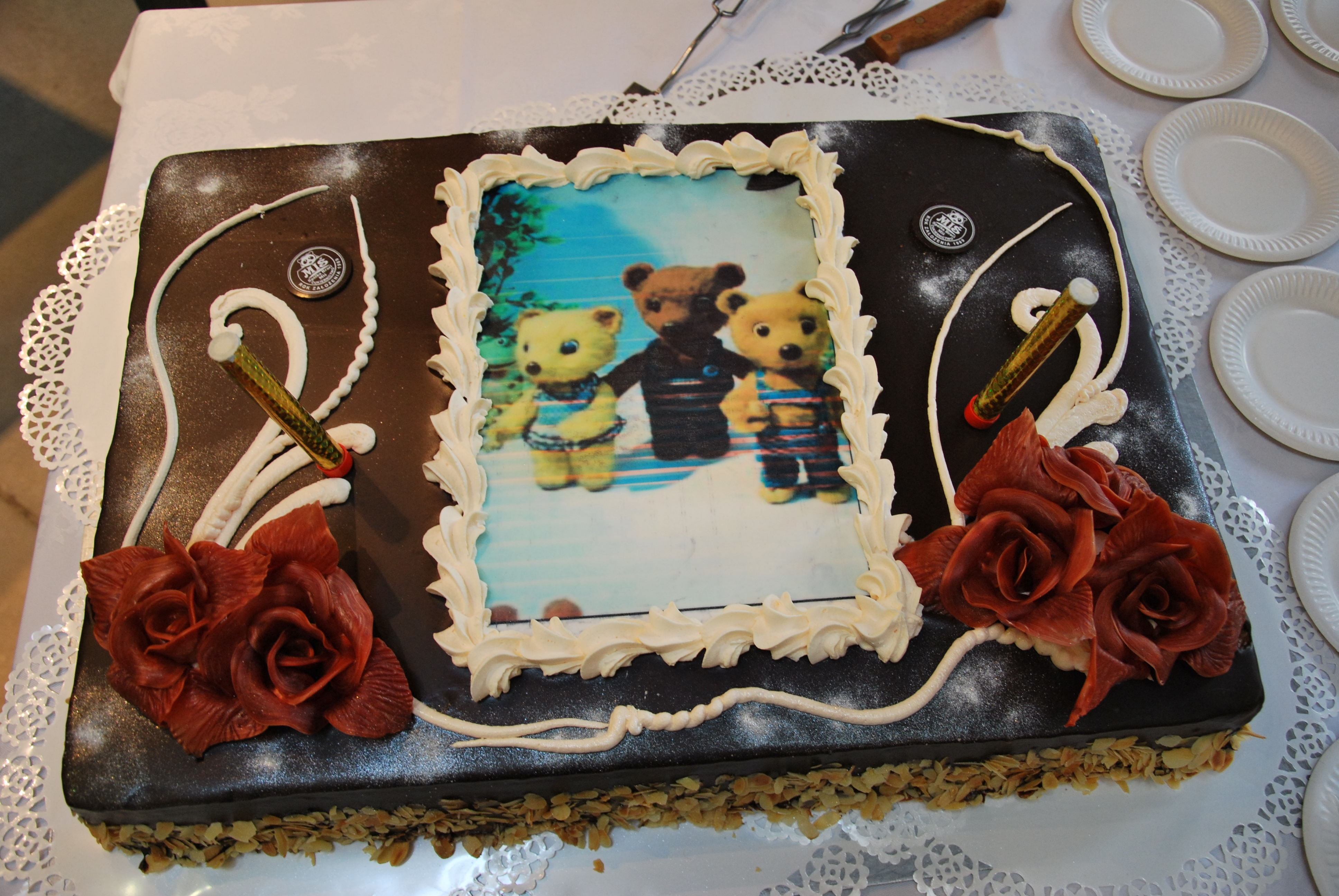
کیک تولد با تصویر چاپ شده بر روی آن

چاپ با جوهر خوراکی به روند ایجاد تصاویر از قبل آماده شده با رنگ‌های خوراکی بر روی انواع گوناگون شیرینی‌جات مانند کلوچه، کیک شیرینی گفته می‌شود. در این روش چاپ تصاویر دیژیتالی توسط یک چاپگر بر روی یک کاغذ خوراکی نازک منتقل می‌شوند و سپس این کاغذ بر روی شیرینی یا کیک قرار می‌گیرد. این کاغذ از نشاسته و شکر درست شده و چاپ به وسیلهٔ رنگ‌های خوراکی صورت می‌گیرد. برخی از تصاویر چاپ شدهٔ خوراکی توسط اداره مواد غذائی و داروئی ایالات متحده آمریکا تأیید شده و بطورکلی خوردن آن بی‌ضرر شناخته شده‌است. این تصاویر کیفیت بالا و شفافیت رنگ را در برابر رطوبت از دست نداده و همچنین رنگ‌های بکار رفته نیز در اثر رطوبت ثبات خود را از دست نمی‌دهند. در ابتدا چاپ تنها بر روی کاغذ برنج انجام می‌شد اما با پیشرفت این نوع چاپ امروزه می‌توان تصاویر را بر روی برخی مواد دیگر پوششی کیک نیز چاپ کرد.

## خمیر شکری

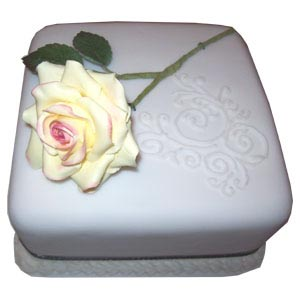
گل رز درست شده از خمیر شکر

خمیر شکر سفت‌تر از خمیر فوندانت است. این خمیر برای پوشاندن کیک و همین‌طور ساختن اشکال، گل‌ها و عروسک‌ها برای تزیین کیک بکار می‌رود.

## واژه‌نامه
1. ↑  wilton
2. ↑  Joseph Lambeth
3. ↑  The The International Cake Exploration Society
4. ↑  The Victorian Wedding Cake
5. ↑  The Lambeth Method
6. ↑  Wafer Mache
7. ↑  Sugar paste
8. ↑  Gum Paste

## نگارخانه

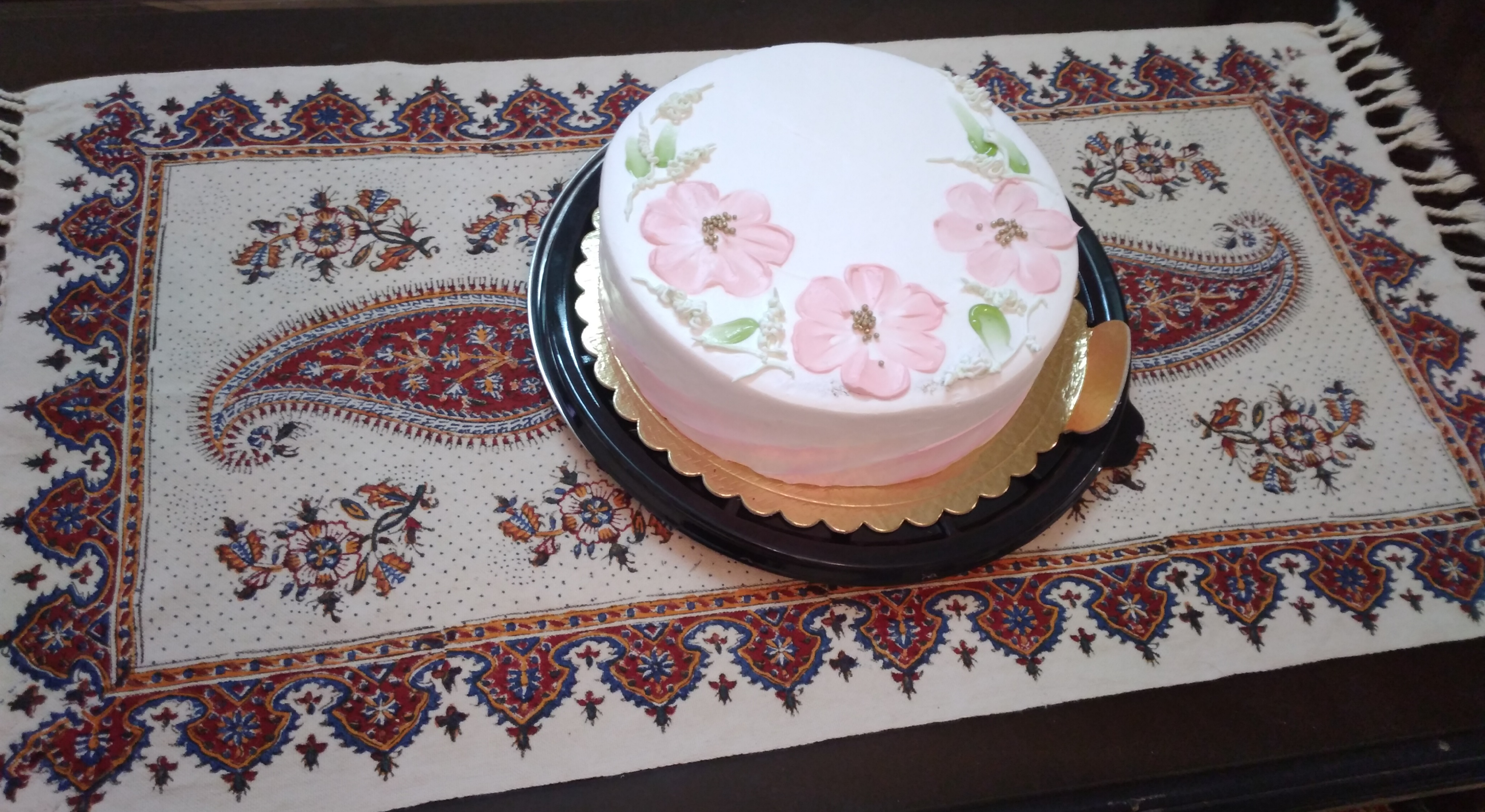
کیک
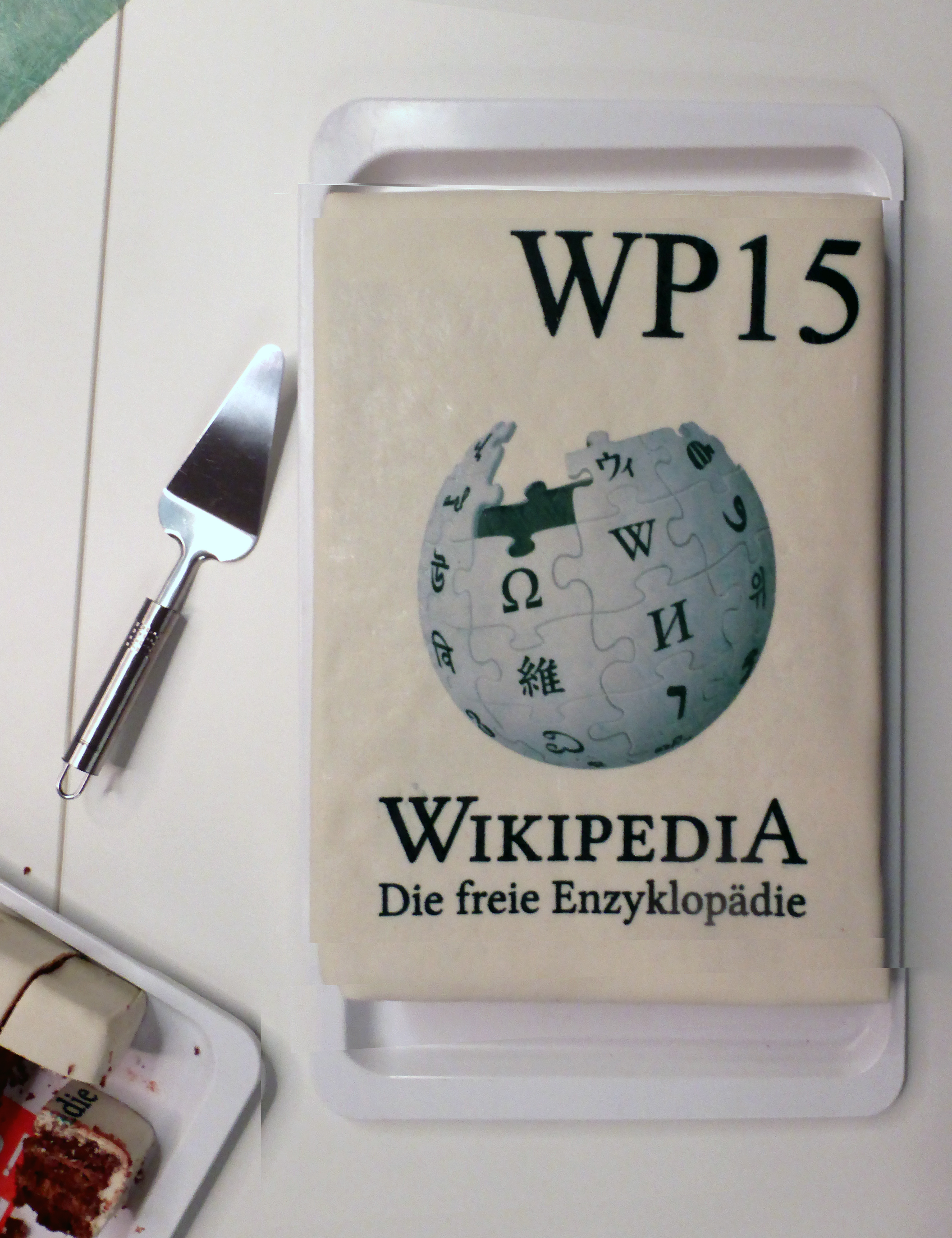